# Пушкин, Виктор Иванович
Виктор Иванович Пушкин (1944—2018) — советский и белорусский учёный, доктор геолого-минералогических наук, автор и соавтор монографий и справочных изданий.

## Биография
Родился в 1944 году в г. Кемь, Республика Карелия, Россия. В послевоенные годы, 1948 г., семья переехала в г. Минск, где родители работали на Минском автомобильном заводе (МАЗ). Здесь он окончил среднюю школу № 36, затем поступил на геологический факультет Московского Государственного Университета (МГУ), где получил диплом по специальности «геолог» на кафедре палеонтологии под руководством профессоров В. В. Друщица, Б. Т. Янина, И. А. Михайловой, О. Б. Бондаренко.
В 1967 г., после окончания учебы, был направлен на работу в Белорусский научно-исследовательский геологоразведочный институт (БелНИГРИ, г. Минск), в котором в секторе (позже в отделе) стратиграфии и палеонтологии, созданном членом-корреспондентом АН БССР, профессором А. В. Фурсенко, и возглавляемом долгое время известным ученым В. К. Голубцовым прошёл путь от младшего научного сотрудника до заведующего этого отдела.
После службы в армии (1968—1970) поступил в аспирантуру Академии наук Беларуси и в 1974 г. на Ученом совете геологического факультета МГУ защитил кандидатскую диссертацию под названием «Биостратиграфия и мшанки ордовикских и силурийских отложений Брестской впадины». До этого времени стратиграфия и ископаемая фауна мшанок этого района были практически не изучены. В дальнейшем изучение ордовикских мшанок (и часто встречающихся вместе с ними брахиопод) В. И. Пушкин продолжил и значительно расширил.
После Брестской впадины область его исследований сместилась на северо-западные и северные районы Беларуси, а впоследствии распространилась и на всю территорию Восточно-Европейской платформы (ВЕП). В результате им были изучены и монографически описаны ордовикские мшанки Беларуси, Литвы, Латвии, России и Украины, пользующиеся в палеозойских отложениях территорий этих стран широким распространением. В итоге выполненных исследований был выявлен полный систематический состав ордовикских мшанковых фаун ВЕП (более 500 видов), являющийся одним из самых богатых и разнообразных в мире, что принесло ему мировую известность.
Эти результаты были обобщены в докторской диссертации «Ордовикские мшанки Восточно-Европейской платформы» (состав, распространение, сообщества), защищённой в 1987 г. на Ученом Совете Палеонтологического института Российской Академии наук (РАН).
В том же году совместно с В. Ф. Ропотом опубликовал монографию «Ордовик Белоруссии», во многом отражающую итоги изучения ордовикских мшанок территорий нашей республики. Одновременно активно участвовал и в разработке стратиграфических схем ордовикской, силурийской, а несколько позже и девонской геологических систем Беларуси (1981, 2005, 2010).
Продолжал изучение мшанок и брахиопод из ордовикских, силурийских и девонских отложений западной части ВЕП, описав при этом большое количество новых таксонов -видов, родов, семейств этой группы ископаемой фауны. Наиболее важными трудами в этой области знаний являются инициированные им монографии: «Пржидольские мшанки СССР» (1990), «Экостратиграфия: результаты исследований силурийских отложений белорусской части Подлясско-Брестской впадины» (1991); «Стратиграфия нижнефаменских (межсолевых) отложений Припятского прогиба» (1995), в написании которых В. И. Пушкину принадлежит ведущая роль.
Был инициатором внедрения в практику научных исследований палеоэкологического метода (экостратиграфия, экосистемы, биофациальные модели), что он продемонстрировал в научных статьях на примере изучения палеозойских отложений Беларуси.
Всего в области стратиграфии и палеонтологии указанных выше геологических систем В. И. Пушкиным в качестве научного руководителя и ответственного исполнителя защищено более 30 производственных отчетов и опубликовано около 180 научных работ.
Книги:
- Ордовикские мшанки Восточно-Европейской платформы : Состав, распространение, сообщество : диссертация … доктора геолого-минералогических наук : 04.00.09. — Москва, 1987. — 391 с. : ил. + Прил. (423 с.).
- Пржидольские мшанки СССР / В. И. Пушкин, Л. В. Нехорошева, Г. В. Копаевич, А. М. Ярошинская; Отв. ред. И. П. Морозова; АН СССР, Науч. совет по пробл. «Пути и закономерности ист. развития животных и растит. организмов», Палеонтол. ин-т. — М. : Наука, 1990. — 124,[1] с., [16] л. ил. : ил.; 24 см; ISBN 5-02-004596-9
- Виктор Пушкин, Надежда Пушкина. Мшанки семейства Halloporidae. — М.: LAP Lambert Academic Publishing, 2013. — 108 с.
- Экостратиграфия [Текст] = Ecostratigraphy : результаты исслед. силур. отложений белорус. части Подлясско — Брестской впадины / [Пушкин В. И., Ропот В. Ф., Абушик А. Ф. и др.; Науч. ред. А. С. Махнач]; АН БССР, Белорус. ком. междунар. программы геол. корреляции, Ин-т геохимии и геофизики. — Минск : Навука i тэхніка, 1991. — 47, 40 с. встреч. паг : ил. — Авт. указаны на об. тит. л. — ISBN 5-343-00726-0
- Ропот В. Ф., Пушкин В. И. Ордовик Белоруссии. Мн., Наука и техника, 1987. — 234 с.
- Пушкин В. И., Урьев И. И., Голубцов В.К, Стратиграфия нижнефаменских отложений Припятского прогиба. Мн. — 1995.
- Гарецкий Р. Г. [Ред.] В. И. Пушкин, И. И. Урьев, В. К. Голубцов и др. Стратиграфия нижнефаменских (межсолевых) отложений Припятского прогиба. Минск: ИГН АН Беларуси, 1995. 140 с.

Участвовал в подготовке специальных изданий:
- «Новые виды ископаемых животных и растений Белоруссии» (1976),
- «Новые и малоизвестные виды ископаемых животных и растений Белоруссии» (1986),
- «Силурийские и раннедевонские брахиоподы и остракоды Беларуси» (2007).

Соавтор фундаментальных изданий:
- «Геология Беларуси» (2001) (глава «Ордовикская система», с. 157—171),
- «Основы геологии Беларуси» (2004) (глава «Ордовикская система», с. 102—108),
- «Стратиграфические схемы докембрийских и фанерозойских отложений Беларуси» (2010) и др.

Систематик мшанок семейства Halloporidae:
- H. angusta Pushkin, 1987;
- H. anaphragmoides Pushkin, 1987;
- H. lustishkiensis Pushkin, 1987;
- H. prodiga Pushkin, 1987.

Многие годы реферировал научные статьи по геологии для хорошо известного геологической общественности реферативного журнала «Геология», входил в состав редколлегии журнала «Літасфера», в котором продолжал публиковать результаты своих исследований, рецензировал многие статьи палеонтолого-стратиграфического направления.